# Pashanim
Pashanim (* 30. November 2000 in Berlin; bürgerlich Can David Bayram) ist ein deutscher Rapper.

## Leben und Karriere
Can David Bayram ist in Berlin-Kreuzberg aufgewachsen. Seine Mutter ist Deutsche, sein Vater stammt aus der Türkei und ist kurdischer Abstammung. Er begann als Kind mit dem Rappen. Im Jahr 2017 gründete Bayram alias Pashanim mit Symba, Leon Glitsch (genannt AbuGlitsch) und RB 030 das Künstlerkollektiv Playboys Mafia. 2018 veröffentlichte er erste Tracks auf SoundCloud. Er war auch auf Tracks gemeinsam mit den Rappern Monk von BHZ und Chapo102 von den 102 Boyz vertreten.
Nebenbei war er auch als Kameramann diverser Musikvideos beteiligt, darunter von Juju (Live Bitch), Nura (Chaya RMX) und Casper (Lass sie gehen).
Mit den Singles Hauseingang und Shababs botten stieg er 2020 in die Charts ein. Beide Singles wurden in Deutschland mit der Goldschallplatte für jeweils 200.000 Verkäufe ausgezeichnet. Shababs botten wurde besonders als Hintergrundmusik auf der Videoplattform TikTok bekannt. Im Mai 2020 konnte die Single Airwaves Platz zwei der deutschen Singlecharts erreichen, was den endgültigen kommerziellen Durchbruch für Pashanim bedeutete. Die Single wurde für 400.000 Verkäufe in Deutschland mit Platin ausgezeichnet. Auf der Streamingplattform Spotify wurde die Single mehr als 226 Millionen Mal aufgerufen (Stand: August 2025). Am 28. Dezember 2020 veröffentlichte Pashanim seine EP junge ceos 2, welche aus drei Titeln besteht und seine erste Soloveröffentlichung nach über sieben Monaten darstellte.
Am 24. Juni 2021 releaste er die Single Sommergewitter, mit der er erstmals Platz eins der deutschen Charts erreichen konnte. Die Single wurde in Deutschland für 200.000 Verkäufe mit Gold ausgezeichnet. Auf Spotify erzielte die Single mehr als 249 Millionen Aufrufe (Stand: August 2025). Am 25. Oktober veröffentlichte Pashanim die Single Paris Freestyle (Skrilla Remix). Die nächste Single Allein allein mit Ufo361 folgte am 23. Dezember 2021.
Im September 2022 veröffentlichte er das Mixtape Himmel über Berlin, das neun Songs umfasst. Am 24. Mai 2023 veröffentlichte Pashanim die Single Bagchaser Can.
Im August 2023 veröffentlichte Pashanim die Single Ms. Jackson. Am 21. Dezember 2023 veröffentlichte er mit Tage vor 2000 seine zweite EP, die aus fünf Songs besteht.
Nach einer Promo-Phase, in der die Songs Mittelmeer und Florenz als Single-Auskopplungen veröffentlicht wurden, erschien sein Debütalbum 2000 am 13. Juni 2024. Mittelmeer erreichte dabei Platz 1 der deutschen Charts.
Zum Sommerbeginn 2025 veröffentlichte Pashanim am 30. April die EP Grünewürfelflow.

## Diskografie
Studioalben

| Jahr | Titel Musiklabel         | Höchstplatzierung, Gesamtwochen, AuszeichnungChartplatzierungen (Jahr, Titel, Musiklabel, Platzierungen, Wochen, Auszeichnungen, Anmerkungen) | Höchstplatzierung, Gesamtwochen, AuszeichnungChartplatzierungen (Jahr, Titel, Musiklabel, Platzierungen, Wochen, Auszeichnungen, Anmerkungen) | Höchstplatzierung, Gesamtwochen, AuszeichnungChartplatzierungen (Jahr, Titel, Musiklabel, Platzierungen, Wochen, Auszeichnungen, Anmerkungen) | Anmerkungen                                            |
| Jahr | Titel Musiklabel         | DE | AT | CH | Anmerkungen                                            |
| ---- | ------------------------ | --- | --- | --- | ------------------------------------------------------ |
| 2024 | 2000 Urban Records (UMG) | DE1 Gold · (… Wo.)DE | AT3 (42 Wo.)AT | CH1 (48 Wo.)CH | Erstveröffentlichung: 13. Juni 2024 Verkäufe: + 75.000 |

## Auszeichnungen
Hiphop.de Awards
- 2020: „Bester Song national“ für Airwaves[10]
- 2021: „Bester Song national“ für Sommergewitter[11]
- 2024: „Bestes Album national“ für 2000[12]
- 2024: „Bestes Video national“ für Mittelmeer[12]